# Juan Lucas Young
Juan Lucas Young (* 1963 in Buenos Aires, Argentinien) ist ein Architekt und Direktor des Architekturbüros Sauerbruch Hutton.

## Biografie
Young studierte an der Universidad de Buenos Aires, wo er 1989 sein Diplom machte. 1990 kam er als Architekt zum Architekturbüro Sauerbruch Hutton nach London. Hier war er Teil des Wettbewerbsteams für das GSW-Hochhaus in Berlin, bei dessen Realisierung er als Projektleiter tätig war. Für die Planung dieses Projekts verlegte das Büro 1992 seinen Unternehmenssitz nach Berlin. Mit Sauerbruch Hutton hat Juan Lucas Young europaweit zahlreiche Projekte realisiert, darunter das Umweltbundesamt in Dessau und das Museum Brandhorst in München, die Erweiterung der Experimenta in Heilbronn sowie das Museumsquartier M9 in Venedig Mestre.
Seit 1999 ist Juan Lucas Young Partner bei Sauerbruch Hutton und verantwortlich für die Gesamtleitung der Projekte.
Er ist Vorsitzender des Vereins Fairtrag e.V., einer Initiative für faire Vertragsregelungen im Architektenvertrag der öffentlichen Hand.